# Deir el Qamar

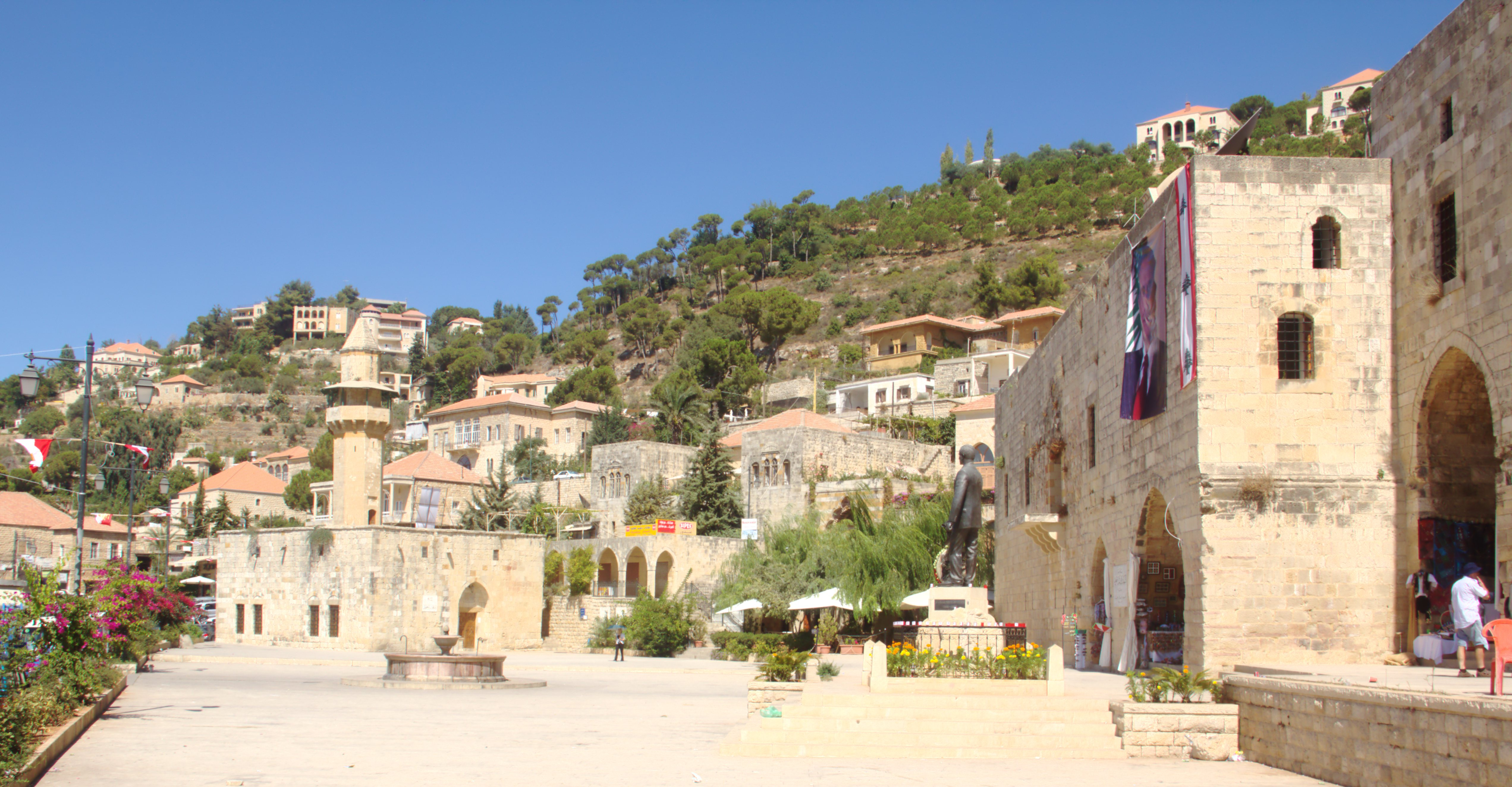
La plaza central

Deir el Qamar (en árabe دير القمر, que significa "Monasterio de la luna") es una aldea en el centro-sur del Líbano en la Gobernación del Monte Líbano y se encuentra a cinco kilómetros de Beit ed-Dine a una altitud de 800 m en el Chouf.
La ciudad es notable por su Mezquita Fakhreddine, por el Palacio de Fakhreddine II  y el palacio del Emir Youssef Chehab, hoy ayuntamiento. En el siglo XVII se construyó la Sinagoga de Deir el Qamar, que hoy permanece cerrada al público. 
Durante los siglos XVI al siglo XVIII Deir el Qamar fue la residencia de los gobernadores del emirato del Monte Líbano. En su apogeo, la ciudad fue el centro de la tradición literaria del Líbano. Fue la primera municipalidad del Líbano, creado en el año 1864, y es la cuna de muchas personalidades famosas, tales como artistas, escritores y políticos
El pueblo, protegido desde 1945,  conserva una notable apariencia pintoresca con casas de piedra típicas con techos de tejas rojas.